# Franz Drexler
Franz Drexler (* 6. Oktober 1857 in Osterhofen; † 13. Juni 1933 in München) war ein deutscher Bildhauer.

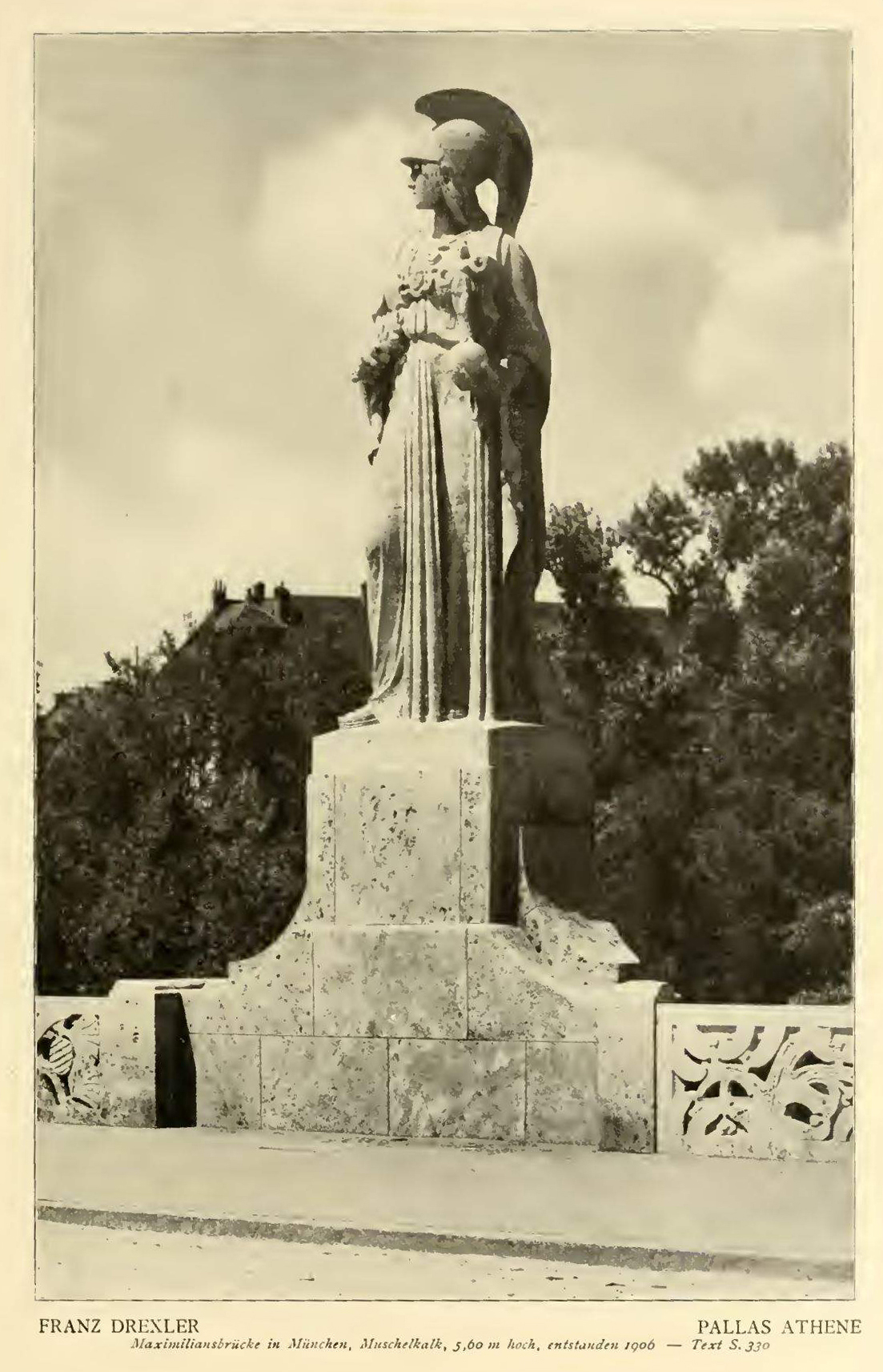
Franz Drexler: Pallas Athene (1906)

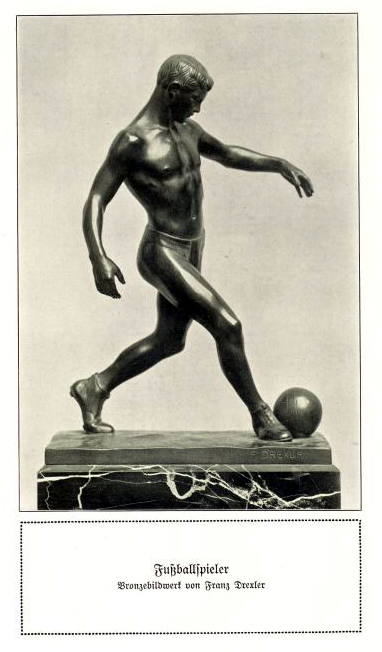
Franz Drexler: Fußballspieler (1913)

## Leben
Franz Seraph Drexler wuchs als Sohn des Kaufmanns Johann Baptist Drexler und der Josepha, geborene Humblinger, im niederbayrischen Osterhofen auf. Seine Schwester Josephine war ab 1912 mit dem Entomologen, Forschungsreisenden und Insektenhändler Max Korb verheiratet.
Franz Drexler absolvierte ab 1872 eine Bildhauerlehre in München und schloss mit der Gesellenprüfung ab. Mit dem 16. Oktober 1878 ist sein Eintritt in die Münchner Kunstakademie dokumentiert, wo er sich (vermutlich) bei Wilhelm von Rümann, unter anderem auch in Modellier- und Aktzeichnenkursen, zum Bildhauer ausbildete. Er unternahm Reisen nach Nürnberg, Leipzig, Berlin und Köln, dann auch nach Brüssel und Antwerpen. 1888 erwarb er das Bürger- und Heimatrecht in München, heiratete die Münchner Gastwirtstochter Friederike Anna Neidlein und ließ sich als selbständiger Bildhauer endgültig in München nieder. 1899 erwarb er Wohneigentum in München (Heßstr. 35). Der Ehe entstammten drei Kinder, Luise (* 1889), Elise Anna Konstantine (* 1891) und Johann Franz (* 1896), der im Oktober 1914 bei Ypern gefallen ist.
Drexler war Mitglied und Aussteller der Münchner Künstler-Genossenschaft (MKG). 1918 wurde er zum Königlichen Professor ernannt. Seine Heimatstadt Osterhofen ernannte ihn zum Ehrenbürger und benannte nach ihm den Professor-Drexler-Weg. Der ebenfalls in Osterhofen geborene, überwiegend in München tätige Bildhauer Julius Drexler war sein Neffe und Schüler.
Drexler arbeitete vor allem in Stein, seltener in Bronze, Holz und Keramik. Seine Entwürfe bereitete er durch Zeichnungen, Ton- und Gipsmodellen vor. 1889 erhielt er einen Preis  anlässlich des Wettbewerbs für den Wittelsbacherbrunnen und weitere Anerkennungen für ein Friedensdenkmal „Aus großer Zeit“ (3. Preis, 1896) sowie Brunnen am Isartorplatz und am Josefsplatz in München. Erfolgreich war er auch mit seinem Entwurf für ein Schillerdenkmal in Nürnberg (1905). Er erhielt Aufträge zu Büsten und Bildnissen als Relief, Architekturplastik, der Monumentalskulptur der „Pallas Athene“ (1906) und zur Gestaltung  von Denkmälern, Brunnenanlagen, Altaraufsätzen sowie Grabanlagen und Ehrentafeln, unter anderem für Köln, Frankfurt am Main, Bonn, Mainz und Heilsberg in Ostpreußen. Entwürfe und Kleinplastik in Bronze und Keramik (Majolika) zeigte er spätestens ab 1903 anlässlich der Münchner Jahresausstellungen und unter anderem in der Großen Kunstausstellung in Düsseldorf.

## Werke (Auswahl)
- 1888: Madonna, Hl.Josef mit Jesusknaben, Seitenaltarfiguren: Innerthal, Kanton Schwyz, Schweiz, St.Katharina.
- 1902: 10 Fassadenfiguren, u. a. Hl.Michael, München-Sendling, St.Margarethen
- 1904: 5 figürliche Metopen für das Münchner Volkstheater
- 1905: Entwurf für Schillerdenkmal in Nürnberg
- 1906: Pallas Athene, München, Maximiliansbrücke
- 1906: Sonnenbrunnen, München
- 1909: Grabmal Schwarz (Demut), München, Ostfriedhof
- 1910: Grabmal Niedermayr, weibliche Bronzefigur Allegorie des Todes "der letzte Ton verklingt", München, Nordfriedhof
- 1911: Büste Heinrich Dall'Armi
- 1912: Luitpoldbrunnen, Osterhofen
- 1912: Grabmal Höck, München, Waldfriedhof
- 1913: Entwurf zu einem Marienbrunnen in Osterhofen
- 1913: Prinzregent-Luitpold-Denkmal, Oberschleißheim
- 1915: Kapellen-Altar, Angerburg, Ostpreußen
- 1916: Ehrengrabmal Michael Schleifer, Niederraunau bei Krumbach
- 1916: Christus im Grabe, Holz; München, Bürgersaal
- 1916: Grabmal Karl Lipp, München, Westfriedhof
- 1917: Bildnisrelief Eugen Langen und Nikolaus Otto, München, Ehrensaal des Deutschen Museums
- 1917: Grabmal Oberwallner, Haag/Oberbayern
- 1917: Petrus Canisius, ganze Figur, Entwurf
- 1917: Gedenktafel für den Sohn Hanns Drexler, gefallen: Ypern, 17. November 1914
- 1923: Hl.Joseph, Nischenfigur: München, Asamkirche
- 1924: Patrona Bavariae mit Kind; 1925: Herz-Jesu-Figur; 1930: Hl. Therese vom Kinde Jesu: Kempten, Pfarrkirche St.Lorenz
- um 1925: Thronende Muttergottes: München, Bürgersaal, Unterkirche

## Ausstellungsbeteiligungen (Auswahl)
- Weib aus dem Volke, Bronzebüste: Münchner Jahresausstellung 1905 im Glaspalast, Nr. 1747.
- Grabfigur: Münchner Kunstausstellung 1910 im Glaspalast, Nr. 1484 (Abb.:)
- Glück, Bronze: Münchner Kunstausstellung 1911 im Glaspalast, Nr. 464; Düsseldorf, Große Kunstausstellung 1913.
- Frühling, Bronzeplakette: Münchner Jahresausstellung im Glaspalast 1914, Nr. 529; Düsseldorf, Große Kunstausstellung 1913.
- Faun mit Papagei, Bronze: Münchner Jahresausstellung im Glaspalast 1917, Nr. 288.
- Pallas Athene / Siegfried / Gitarrespielerin, Bronzen: Münchner Jahresausstellung 1918 im  Glaspalast, Nr. 311–13.
- Fußballspieler, Bronze; Scherzo, Majolika: Münchner Kunstausstellung 1922 im Glaspalast, Nr. 359–60 (Abb.).
- Putte mit Laute, Majolika: Münchner Kunstausstellung 1923 im Glaspalast, Nr. 301, 302.
- Engel in Erwartung der Auferstehung, Gips: Münchner Kunstausstellung 1930 im Glaspalast, Nr. 565.